# Беломорская биологическая станция Московского государственного университета
Беломо́рская биологи́ческая ста́нция имени Н. А. Перцо́ва (ББС МГУ) — учебно-научный центр МГУ, созданный для организации и проведения морских научных исследований в северном регионе, подготовки специалистов и для проведения полевых студенческих практик. ББС МГУ — структурное подразделение Биологического факультета МГУ.

## История
ББС МГУ основана в 1938 году группой студентов, аспирантов и профессоров Биологического факультета МГУ. По другим сведениям, станция была создана в 1931 году по инициативе российского океанолога Константина Михайловича Дерюгина.
Первоначально станция располагалась в посёлке Умба.
Сотрудники станции изучали водоёмы, прилегающие к посёлку. В 2019 году исследования в посёлке Умба продолжены.
Первым директором в 1938 году был назначен Леонид Леонидович Россолимо, в 1940 её принял выпускник Биофака Георгий Михайлович Беляев. В 1941 году он ушёл на фронт, передав руководство доценту Георгию Георгиевичу Абрикосову. После войны пять лет биостанцию возглавлял Пётр Владимирович Матёкин.
В 1951 году директором биостанции был назначен Николай Андреевич Перцов, выпускник кафедры зоологии беспозвоночных животных, который всю свою жизнь посвятил организации и строительству биостанции. В знак уважения и признательности к его труду в 1995 году биостанции было присвоено его имя.
После кончины Н. А. Перцова руководство биостанцией приняла его сподвижница, зоолог Нина Леонтьевна Семёнова. В 1992—1994 гг. директором Биостанции был снова назначен профессор П. В. Матёкин, а в 1994—2005 — профессор Г. Г. Новиков.
В 1990-х годах биостанция начала приходить в бедственное положение, причиной чему, прежде всего, стало систематическое недофинансирование. Летом 1995-го года на станции за неуплату было отключено электричество, провода ЛЭП были разворованы и украдены, на одиннадцать лет биостанция осталась лишённой регулярного электроснабжения, однако продолжила принимать студентов.
В 2005 году директором биостанции назначен профессор кафедры зоологии беспозвоночных А. Б. Цетлин. С этого времени состояние станции улучшается: осуществлён ремонт и реконструкция старых корпусов, строятся новые. В 2006 году построена новая ЛЭП, восстановлено электроснабжение, проведена оптоволоконная линия связи, и территория станции обеспечена высокоскоростным подключением к сети Интернет. В 2010-е годы биостанция стала увеличивать флот (примерно 10 судов по состоянию на 2022 год), поставлена вышка сотовой связи, закупается дополнительное научное оборудование.
В 2006 году на ББС по инициативе к.б.н. Н. С. Мюге и Т. В. Неретиной была создана молекулярно-генетическая лаборатория. Сейчас лабораторию возглавляет к.б.н. Т. В. Неретина, перешедшая из института биологии развития на ББС МГУ. С 2011 года в лаборатории работает собственный секвенатор Сэнгера.

## Географическое положение
ББС МГУ расположена на Карельском берегу Кандалакшского залива Белого моря в 15 км от железнодорожной станции Пояконда. Площадь посёлка — 15 га.
Станция представляет собой изолированный поселок, добраться до которого можно либо водным путём (только в период навигации), либо вдоль линии электропередачи. Однако последний путь летом практически непроходим из-за значительного числа заболоченных участков (хотя студенты и туристы этим маршрутом пользуются регулярно). Зимой сообщение с Поякондой производится при помощи снегоходов.

## Директора ББС
1. 1938—1940 — Л. Л. Россолимо
2. 1940—1941 — Г. М. Беляев
3. 1941—1946 — Г. Г. Абрикосов[7]
4. 1946—1951 — П. В. Матёкин
5. 1951—1987 — Н. А. Перцов
6. 1987—1992 — Н. Л. Семёнова (и. о.)
7. 1992—1994 — П. В. Матёкин
8. 1994—2005 — Г. Г. Новиков
9. 2005—наст. время — А. Б. Цетлин

## Адрес
Административный адрес: Россия, Республика Карелия, Лоухский район, Малиновараккское сельское поселение, посёлок Приморский.